# 뱀파이어의 그림자
《뱀파이어의 그림자》(Shadow Of The Vampire)는 미국에서 제작된 E. 일라이어스 메리지 감독의 2000년 공포, 드라마, 코미디 영화이다. 존 말코비치 등이 주연으로 출연하였고 니콜라스 케이지 등이 제작에 참여하였다.
이 영화는 인터타이틀과 조리개 촬영 등 무성 영화의 기법을 차용하였다.

## 출연

### 주연
- 존 말코비치
- 윌렘 대포

### 조연
- 캐리 엘위스
- 아든 질렛
- 에디 이자드
- 우도 키에르
- 캐서린 맥코맥
- 로난 비버트

## 기타
- Line PD: 장-클로드 쉬림
- 공동제작: 지미 드 브라번트
- 공동제작: 리처드 존스
- 미술: 애쉬턴 고턴
- 분장-헤어: 앤 부채넌
- 의상: 캐롤라인 드 비베스
- Ass-PD: 오리언 윌리엄스
- 배역: 칼 프록터